# A magyar labdarúgó-válogatott mérkőzései 2010-ben
A magyar labdarúgó-válogatott 2010-es programjában öt barátságos és négy Európa-bajnoki selejtező mérkőzés szerepelt. Szeptemberben a válogatott Svédországban kezdte meg szereplését a 2012-es labdarúgó-Európa-bajnokság selejtezőjének E csoportjában. A lejátszott négy Eb-selejtező mérkőzésen három győzelem és egy vereség a mérleg. Az öt barátságos mérkőzés közül egyet nyert a válogatott, egy döntetlent ért el és háromszor kikapott.

## Eredmények
847. mérkőzés – Barátságos mérkőzés
| 2010. március 3. 19:30 |

| Magyarország | 1 – 1                         | Oroszország                                                       |
| ------------ | ----------------------------- | ----------------------------------------------------------------- |
| Vanczák 39'  | (1 – 0) Jegyzőkönyv Részletek | Biljaletgyinov 59' Akinfejev 44' Gyenyiszov 49′, 89′ Janbajev 55' |

| ETO Park, Győr Nézőszám: 10 423 Játékvezető: Ante Vučemilović-Šimunović (horvát) |

848. mérkőzés – Barátságos mérkőzés
| 2010. május 29. 20:00 |

| Magyarország | 0 – 3                         | Németország                                                             |
| ------------ | ----------------------------- | ----------------------------------------------------------------------- |
| Bodnár 12'   | (0 – 1) Jegyzőkönyv Részletek | Podolski 5' (11-esből) Gómez 69' Cacau 73' Trochowski 40' Friedrich 63' |

| Puskás Ferenc Stadion, Budapest Nézőszám: 14 000 Játékvezető: Claus Bo Larsen (dán) |

849. mérkőzés – Barátságos mérkőzés
| 2010. június 5. 14:00 |

| Hollandia                                                          | 6 – 1                         | Magyarország           |
| ------------------------------------------------------------------ | ----------------------------- | ---------------------- |
| van Persie 21' Sneijder 55' Robben 64' 78' van Bommel 71' Elia 74' | (1 – 1) Jegyzőkönyv Részletek | Dzsudzsák 6' Lázok 77' |

| Amsterdam ArenA, Amszterdam Nézőszám: 51 000 Játékvezető: Florian Meyer (német) |

850. mérkőzés – Barátságos mérkőzés
| 2010. augusztus 11. 20:00, UTC (21:00, CEST) |

| Anglia          | 2 – 1                         | Magyarország         |
| --------------- | ----------------------------- | -------------------- |
| Gerrard 69' 73' | (0 – 0) Jegyzőkönyv Részletek | Jagielka 62' (öngól) |

| Wembley Stadion, London Nézőszám: 72 024 Játékvezető: Stéphane Lannoy (francia) |

851. mérkőzés – 2012-es labdarúgó-Európa-bajnokság-selejtező
| 2010. szeptember 3. 20:00 |

| Svédország        | 2 – 0                         | Magyarország                                   |
| ----------------- | ----------------------------- | ---------------------------------------------- |
| Wernbloom 51' 73' | (0 – 0) Jegyzőkönyv Részletek | Lipták 66' Király 87' Laczkó 90+1' Lázár 90+3' |

| Råsunda Stadion, Stockholm Nézőszám: 32 304 Játékvezető: Martin Atkinson (angol) |

852. mérkőzés – 2012-es labdarúgó-Európa-bajnokság-selejtező
| 2010. szeptember 7. 20:30 (UTC+2) |

| Magyarország                              | 2 – 1                         | Moldova                |
| ----------------------------------------- | ----------------------------- | ---------------------- |
| Rudolf 50' Koman 66' Lipták 11' Lázár 33' | (0 – 0) Jegyzőkönyv Részletek | Suvorov 79' Frunza 28' |

| Szusza Ferenc Stadion, Budapest Nézőszám: 9 209 Játékvezető: Libor Kovařík (cseh) |

853. mérkőzés – 2012-es labdarúgó-Európa-bajnokság-selejtező
| 2010. október 8. 19:00 (UTC+2) |

| Magyarország                                                                    | 8 – 0                         | San Marino                              |
| ------------------------------------------------------------------------------- | ----------------------------- | --------------------------------------- |
| Rudolf 11' 25' Szalai 18' 27' 48' Koman 60' Dzsudzsák 89' Gera 90+3' (11-esből) | (4 – 0) Jegyzőkönyv Részletek | Della Valle 43' C. Valentini 38′, 90+2′ |

| Puskás Ferenc Stadion, Budapest Nézőszám: 10 596 Játékvezető: Hannes Kaasik (észt) |

854. mérkőzés – 2012-es labdarúgó-Európa-bajnokság-selejtező
| 2010. október 12. 18:30 (UTC+3) |

| Finnország                | 1 – 2                         | Magyarország                                   |
| ------------------------- | ----------------------------- | ---------------------------------------------- |
| Forssell 86' Väyrynen 41' | (0 – 0) Jegyzőkönyv Részletek | Szalai 50' Dzsudzsák 90+4' Lipták 37' Elek 88' |

| Olimpiai Stadion, Helsinki Nézőszám: 20 000 Játékvezető: Alan Kelly (ír) |

855. mérkőzés – Barátságos mérkőzés
| 2010. november 17. 18:00 (UTC+1) |

| Magyarország                       | 2 – 0                         | Litvánia                       |
| ---------------------------------- | ----------------------------- | ------------------------------ |
| Priskin 61' Dzsudzsák 80' Elek 34' | (0 – 0) Jegyzőkönyv Részletek | Klimavičius 29' Pilibaitis 41' |

| Sóstói Stadion, Székesfehérvár Nézőszám: 4 146 Játékvezető: Bas Nijhuis (holland) |